# Miss Globe
Miss Globe est un concours de beauté international créé en 2010.
La lauréate actuelle est Manvin Khera, originaire de Malaisie, qui a été couronnée le 17 novembre 2023 en Albanie.

## Palmarès
| Année | Lauréate                   | Pays représentant | Ville hôte | Pays hôte | Candidates |
| ----- | -------------------------- | ----------------- | ---------- | --------- | ---------- |
| 2010  | Laura Urbonaitė            | Lituanie          | Saranda    | Albanie   | 40         |
| 2011  | Stephanie Alice            | Allemagne         | Tirana     | Albanie   | 41         |
| 2012  | Kleoniki Delijorgji        | Albanie           | Vlora      | Albanie   | 43         |
| 2013  | Bianca Maria Paduraru      | Roumanie          | Durres     | Albanie   | 36         |
| 2014  | Jacqueline Wojciechowski   | Canada            | Shkodër    | Albanie   | 40         |
| 2015  | Ann Lorraine Maniego Colis | Philippines       | Toronto    | Canada    | 54         |
| 2016  | Dimple Chetan Patel        | Inde              | Tirana     | Albanie   | 43         |
| 2017  | Do Tran Khanh Ngan         | Viêt Nam          | Tirana     | Albanie   | 60         |
| 2018  | Yo YiZhou                  | Chine             | Tirana     | Albanie   | 45         |
| 2019  | Alejandra Diaz de Lèon     | Mexique           | Tirana     | Albanie   |            |
| 2020  | Lorinda Kolgeci            | Kosovo            | Tirana     | Albanie   | 54         |
| 2021  | Maureen Montagne           | Philippines       | Tirana     | Albanie   | 50         |

### Nombre de gagnantes par continent
| Continent | Titres | Pays ayant gagné                               |
| --------- | ------ | ---------------------------------------------- |
| Europe    | 5      | Albanie, Allemagne, Lituanie, Kosovo, Roumanie |
| Asie      | 5      | Philippines (2) , Inde, Viêt Nam, Chine        |
| Amérique  | 2      | Canada, Mexique                                |
| Afrique   | 0      |                                                |
| Océanie   | 0      |                                                |